# Andramasina
Andramasina District är ett distrikt i Madagaskar.   Det ligger i regionen Analamanga, i den centrala delen av landet, 30 km söder om huvudstaden Antananarivo.